# Relaciones Albania-Corea del Norte
Las relaciones diplomáticas entre Albania y Corea del Norte se establecieron el 28 de noviembre de 1948, más de un mes y medio después de la proclamación de la RPDC. Los gobiernos comunistas de Enver Hoxha y Kim Il-sung fueron comparados a menudo por sus similitudes en su aislamiento diplomático y regímenes de estilo estalinista.

## Historia

### Guerra Fría
Durante la Guerra de Corea, Corea del Norte y el Ejército Popular de Corea fueron apoyados diplomáticamente por Albania. Del 29 de junio al 1 de julio de 1956, el primer secretario del Partido del Trabajo de Albania, Enver Hoxha, recibió al primer ministro Kim Il-sung en Tirana en una visita de estado. El 6 de junio de 1959, Hoxha y el primer ministro Mehmet Shehu recibieron al presidente de la Asamblea Suprema del Pueblo, Choi Yong-kun, en una visita oficial de buena voluntad. En 1961, Albania y Corea del Norte firmaron una declaración conjunta de amistad.

### Escisión y deterioro entre China y la Unión Soviética
Según ha dicho Charles Armstrong, Albania fue una "prueba de fuego" para determinar la posición de Corea del Norte en la división chino-soviética. Durante la escisión chino-soviética, Corea del Norte tomó una posición neutral mientras que Albania apoyó a los chinos, lo que contribuyó al deterioro de las relaciones. Esto tuvo un efecto en los contactos albano-coreanos, y el embajador albanés afirmó en octubre de 1961 que el primer ministro Kim durante una reunión del congreso en Moscú "podría y debería haber tenido más contactos con nuestra delegación" y que "tenía miedo de ser notado por los soviéticos". Ese mes, a la embajada de Albania en Pyongyang se le permitió difundir panfletos antisoviéticos después de consultas previas con el gobierno de Corea del Norte. En una reunión general del PTC en marzo de 1962, el primer ministro Kim admitió que “nosotros (Corea del Norte) debemos prepararnos para la contingencia, que la Unión Soviética nos dejará de lado de la misma manera que le sucedió a Albania”.
En la década de 1970, las relaciones entre las dos naciones se deterioraron y Hoxha escribió en junio de 1977 que el Partido de Trabajo de Corea había traicionado al comunismo al aceptar ayuda extranjera (particularmente entre el Bloque del Este y países como Yugoslavia). Su condena a la RPDC contribuyó al desarrollo de su propia ideología de hoxhaísmo, que calificaba a países como Corea del Norte de "revisionistas". También criticó el culto a la personalidad de Kim, que afirmó que "ha alcanzado un nivel sin precedentes en ningún otro lugar, ya sea en el pasado o en el presente, y mucho menos en un país que se llama a sí mismo socialista". Como resultado, las relaciones entre las dos naciones continuarían congeladas hasta la muerte de Hoxha en 1985 y la posterior caída de la República Socialista Popular que había creado.

### Era moderna
Las relaciones se normalizaron después de 1990, sin embargo, no eran tan altas como antes. En noviembre de 2012, con motivo del centenario de la independencia de Albania, el presidente del Parlamento de Corea del Norte, Kim Yong-nam, envió un mensaje de felicitación al presidente de Albania, Bujar Nishani. Hoy, Corea del Norte está representada en Albania por su embajada en Sofía, Bulgaria.